# 拉尔斯-约兰·阿尔维德松
拉尔斯-约兰·阿尔维德松（瑞典語：Lars-Göran Arwidson，1946年4月4日—），瑞典男子冬季两项运动员。他曾代表瑞典参加1968年、1972年和1976年冬季奥林匹克运动会冬季两项比赛，共获得二枚铜牌。